# Джозеф Ахасамба
Джозеф Ахасамба (англ. Joseph Akhasamba; 20 червня 1963, Найробі, Кенія) — кенійський професійний боксер, учасник Олімпійських ігор.

## Аматорська кар'єра
На Олімпійських іграх 1988 здобув дві перемоги над  Джеффрі Неддом (Аруба) і Сіоне Вавені Таліаулі (Тонга), а у чвертьфіналі програв Даміру Шкаро (Югославія) — 0-5.
1990 року став чемпіоном Ігор Співдружності, здолавши у фіналі Дейла Брауна (Канада).
1991 року завоював срібну нагороду на Всеафриканських іграх, програвши у фіналі Девіду Ізонритеї (Нігерія).
На Олімпійських іграх 1992 програв у першому бою Кірку Джонсону (Канада) — RSC 2.

## Професіональна кар'єра
Після Олімпіади 1992 розпочав професійну кар'єру. Провів 26 боїв, з яких перемагав у 16.